# Vomeridens infuscipinnis
Vomeridens infuscipinnis är en fiskart som först beskrevs av Dewitt, 1964.  Vomeridens infuscipinnis ingår i släktet Vomeridens och familjen Bathydraconidae. Inga underarter finns listade i Catalogue of Life.